# 4282 Endate
4282 Endate este un asteroid din centura principală, descoperit pe 28 octombrie 1987, de Seiji Ueda și Hiroshi Kaneda.